# Родина (библиотека)
Библиотека „Родина“ в Стара Загора е най-голямата читалищна библиотека в България, основана през 1860 г.
Днес библиотеката притежава над 300 000 тома книги, периодика, графични и картографски издания, ноти, грамофонни плочи, аудиокасети, диафилми, компактдискове.
През 2002 г. за пръв път в страната в библиотека „Родина“ е внедрена новата версия на програмния продукт „Автоматизирана библиотека“ под Windows.
Библиотеката е организатор, съвместно с Община Стара Загора и къща музей „Гео Милев“, на Националния младежки конкурс за поезия „Веселин Ханчев“ и издава ежегодния Експресен поетичен албум от конкурса.
Организира Маратон на четенето „Четяща Стара Загора“ – ежегодна проява, посветена на Международния ден на книгата и авторското право на 23 април с хиляди участници ежегодно.

## История
- 1860 г. (25 март) – Тържествено откриване на читалището в кв. „Железник“, Стара Загора, с което се поставя началото на първата обществена библиотека в града, чийто правоприемник е библиотека „Родина“.
- 1877 г. – В пожар изгаря целият библиотечен фонд – над 15 000 книги и периодични издания.
- 1943 г. – С решение на общото събрание името на дружеството се променя на Народно читалище „Родина“.
- 1952/1953 г. – Библиотеката е отличена като Национален първенец.
- 1953 г. – Обособява се Детски отдел.
- 1954 г. – Разкрити са два филиала – „Георги Димитров“ и „Митьо Станев“.
- 1958 г. – Библиотеката е отличена като Окръжен първенец.
- 1967 г. – Библиотеката на бившата Девическа гимназия „Мария Луиза“ е дарена на „Родина“.
- 1969 г. – Открит е трети филиал – „Димитър Благоев“.
- 1971 г. – Библиотеката се преструктурира в Централна и шест филиала: „Митьо Станев“, „Георги Димитров“, „Димитър Благоев“, „Климент Охридски“, „Георги Бакалов“ и „Георги Кирков“. Първи директор е Нана Манолова.
- 1976 г. – Открит е осми филиал – „Августа Траяна“.
- 1977 г. – Открит е девети филиал – „Лозенец“.
- 1981 г. – Основан е отдел „Изкуство“.
- 1981 г. – Разкрива се нов отдел „Централизирано комплектуване на читалищните библиотеки от Старозагорската селищна система“.
- 1994 г. – Начало на автоматизацията на библиотечните процеси в отдел „Комплектуване, обработка и каталогизация на библиотечните фондове“.
- 1996 г. – Изградена е локална компютърна мрежа с 3 работни места. Внедряване на програмния продукт на фирма РС-ТМ ООД. „Автоматизирана библиотека“ под DOS.
- 1997 г. – В библиотеката започва да се предлага услугата електронна поща.
- 1998 г. – Предоставен е достъп до интернет.
- 2000 г. – Електронният каталог на „Родина“ е представен в интернет среда в Своден каталог, поддържан на уебстраницата на фирма РС-ТМ Ltd.
- 2002 г. – За пръв път в страната е внедрена новата версия на програмния продукт „Автоматизирана библиотека“ под Windows.
- 2004 г. (3 март) – Създава се уебстраницата на библиотеката.
- 2006 г. – Библиотеката получава един от осемте лицензирани софтуера JAWS for Windows за хора със зрителни увреждания и провежда обучение на екипа за работа със специализирания софтуер и с компютърните програми Fine Reader (разпознаване на оптични символи) и SpeechLab 2.0 (синтезатор на българска реч).
- 2007 г. – Начало на ретроконверсията на фонд „Редки и ценни“; започва електронното каталогизиране на новите носители на информация – CD, DVD.
- 2007 г. – Добрите практики на библиотеката са презентирани на 16 семинара, организирани от МК и фондация „Читалище“ за читалищата в областите Разград, Силистра, Добрич, Сливен, Бургас, Ямбол, София и Стара Загора.
- 2009 г. – На библиотеката е присъдена Националната награда ”Христо Г. Данов“ в категорията ”Библиотеки и библиотечно дело“.
- 2011 г. – Библиотеката е удостоена с почетна грамота за дългогодишно партньорство от Търговско-промишлена палата – Стара Загора.

## Работа по проекти
- 2001 г. – Щатската библиотека на Колорадо, САЩ, става партньор на библиотека „Родина“ по проект „Sisters Library“.
- 2002/2003 г. – Реализиран е проект „Отворени врати“, в резултат на който библиотеката става достъпна за хора с физически увреждания. Създаден е Информационен център за хората с увреждания на стойност 26 500 лв.
- 2003 г. – Включване в американско-български проект „Обмен на библиотечен опит: пътища за сътрудничество. Развитие на обществени информационни услуги“ (ABLE).
- 2004 г. – Спечелен е проект по програма „Помощ за библиотеките“ на НЦК при МК за набавянето на книги в областта на културата.
- 2004 г. – Спечелен е проект за компютърна техника – целева субсидия от Министерство на културата.
- 2004 г. – От 18 до 23 септември гост на библиотеката е Bonnie McCune от Щатската библиотека в Денвър, Колорадо, партньор на библиотека „Родина“ по програмата Sisters Library.
- 2005 г. – Спечелен е проект за попълване фондовете на библиотеката с художествена литература от български автори, чрез участие в конкурса на Националния център за книгата към Министерството на културата – „Българската художествена литература в нашите библиотеки“.
- 2005 г. – Спечелен е проектът „Модерна библиотека“, подкрепен от Обществения дарителски фонд в Стара Загора и осъществен с насрещното финансиране от Каунтърпарт Интернешънъл. Осигурени са съвременни условия за библиотечни услуги в „Родина“ и РБ „Захарий Княжески“. Дооборудвани са с технически средства информационните им центрове.
- 2005 г. – Библиотеката е една от тридесетте библиотеки в България, допуснати за участие в проекта на Съюза на библиотечните и информационните работници „Достъп до електронна информация за лица с увреждания в българските библиотеки“, подкрепен и финансиран от Британски съвет в България.
- 2006/2007 г. – Участие в проект „Модерното читалище – център на младежки дейности“, подкрепен от Фондация „Обществения дарителски фонд – Стара Загора“.
- 2006 г. – Спечелен е проект за попълване фондовете на библиотеката с нова литература в конкурса „Помощ за библиотеките“ на Министерство на културата.
- 2007 г. – Проектът „Открий света на знанието с библиотеката. Чета, знам, мога!“ е подкрепен от Фондация „Обществен дарителски фонд – Стара Загора“ по програма „Дребни пари за голяма промяна“, финансирана от Тръста за гражданско общество в Централна и Източна Европа.
- 2009 г. – Спечелен е проектът „Малки стъпки към европейските измерения на обществената библиотека“, финансово подкрепен от Фондация Обществен дарителски фонд Стара Загора.

## Филиали
- Филиал „Детски отдел“
- Филиал „Августа Траяна“
- Филиал „Димитър Благоев“
- Филиал „Митьо Станев“
- Филиал „Лозенец“
- Фондохранилище „Редки и ценни издания“